# Henry Hotham
Sir Henry Hotham (19 février 1777 – 19 avril 1833), est un officier de la Royal Navy qui a été en service pendant les guerres napoléoniennes, et a atteint le grade de vice-amiral. Il est le troisième fils de Sir Beaumont Hotham (2e baron Hotham).
En 1812, il est commandant des forces britanniques chargées du blocus de la France. Après la défaite de Napoléon à la bataille de Waterloo, en juillet 1815, Napoléon se rend au capitaine Frédéric Maitland du HMS Bellerophon au large de Rochefort. Le navire de Hotham, le HMS Superb est en compagnie du Bellerophon. Au moment de sa mort, il est commandant en chef de la Mediterranean Fleet.